# ダイリキ
ダイリキ株式会社（DAIRIKI Co.,Ltd.）は、大阪市西区新町に本社を置く、精肉の販売を中心とする会社である。

## 会社概要
主に精肉の販売店舗の運営をおこなう。出店場所は基本的にスーパーマーケットを中心としており、店舗展開も関西を基盤としているが、近年はごく少数ながら、愛知県より東への出店も続いている。
この他、1993年（平成5年）に焼肉レストラン「炙屋（あぶりや）」を大阪市内にオープンさせたのを機に、外食事業にも参入する。こちらは順調に成長し続け、2008年（平成20年）に株式会社ワン・ダイニングとして分割され、現在は「ワンカルビPlus」や「きんのぶた」などの業態を持つまでに成長している。